# Liste der denkmalgeschützten Objekte in Michelhausen
Die Liste der denkmalgeschützten Objekte in Michelhausen enthält die 25 denkmalgeschützten, unbeweglichen Objekte der niederösterreichischen Marktgemeinde Michelhausen.

## Denkmäler
| Foto |                 | Denkmal                                                                                              | Standort                                                         | Beschreibung | Metadaten |
| ---- | --------------- | --- | ---------------------------------------------------------------- | --- | --- |
| ja   | Datei hochladen | Unbef. Siedlung der Ur- und Frühgeschichte, Fundzone Unter Thalfeld HERIS-ID: 28393 Objekt-ID: 24963 | Unter Thalfeld Standort KG: Atzelsdorf                           | In der archäologischen Fundzone „Unter Thalfeld“ wurden Siedlungsreste aus ur- und frühgeschichtlicher Zeit dokumentiert. | BDA-Hist.: Q37919690 Status: Bescheid Stand der BDA-Liste: 2025-06-30 Name: Fundzone Unter Thalfeld GstNr.: 1921, 1922 |
| ja   | Datei hochladen | Figur hl. Johannes Nepomuk HERIS-ID: 26878 Objekt-ID: 23384                                          | Standort KG: Atzelsdorf                                          | Die Figur des hl. Johannes Nepomuk ist eine Stiftung der Herzogin Maria Theresia von Savoyen aus dem Jahr 1734. | BDA-Hist.: Q37905325 Status: § 2a Stand der BDA-Liste: 2025-06-30 Name: Figur hl. Johannes Nepomuk GstNr.: 635/15 |
| ja   | Datei hochladen | Pfarrhof HERIS-ID: 26879 Objekt-ID: 23385                                                            | Kirchenplatz 1 Standort KG: Michelhausen                         | Der hakenförmige Pfarrhof östlich der Kirche stammt im Kern aus dem 16./17. Jahrhundert. | BDA-Hist.: Q37905341 Status: § 2a Stand der BDA-Liste: 2025-06-30 Name: Pfarrhof GstNr.: 164/1 |
| ja   | Datei hochladen | Fundzone Oberes Bergfeld HERIS-ID: 112223 Objekt-ID: 130296                                          | Oberes Bergfeld Standort KG: Michelhausen                        | Archäologische Fundstätte | BDA-Hist.: Q37829667 Status: Bescheid Stand der BDA-Liste: 2025-06-30 Name: Fundzone Obere Bergfeld GstNr.: 620, 621, 597                                                                                                  |
| ja   | Datei hochladen | Römisches Gräberfeld Michelhausen HERIS-ID: 112224 Objekt-ID: 130297                                 | St. Pöltner Str./Wiener Str. Standort KG: Michelhausen           | Im Ortsgebiet von Michelhausen wurde in dem westlich der Wienerstraße und südlich der St. Pöltner Straße (bzw. nördlich der Türkenkreuzgasse) gelegenen Bereich ein römisches Gräberfeld dokumentiert.                                                                          | BDA-Hist.: Q37829677 Status: Bescheid Stand der BDA-Liste: 2025-06-30 Name: Römisches Gräberfeld Michelhausen GstNr.: 341/1, 341/2, 341/3, 341/4, 341/5, 344, 345/1, 345/2, 348/1, 356, 358                                |
| ja   | Datei hochladen | Figur hl. Johannes Nepomuk HERIS-ID: 26881 Objekt-ID: 23387                                          | vor Talstraße 18 Standort KG: Michelhausen                       | Die Statue des hl. Johannes Nepomuk stammt aus der Mitte des 18. Jahrhunderts. | BDA-Hist.: Q37905380 Status: § 2a Stand der BDA-Liste: 2025-06-30 Name: Figur hl. Johannes Nepomuk GstNr.: 107/12 Statue of John of Nepomuk (Michelhausen)                                                                 |
| ja   | Datei hochladen | Bildstock, Halterkreuz HERIS-ID: 26883 Objekt-ID: 23389                                              | Talstraße Standort KG: Michelhausen                              | Ein stämmiger Rechteckpfeiler aus dem Anfang des 18. Jahrhunderts mit Nischenaufsatz und Dreiecksgiebel. | BDA-Hist.: Q37905402 Status: § 2a Stand der BDA-Liste: 2025-06-30 Name: Bildstock, Halterkreuz GstNr.: 781 |
| ja   | Datei hochladen | Bildstock, Spitalerkreuz HERIS-ID: 26920 Objekt-ID: 23426                                            | Kreuzung Wienerstraße/Türkenkreuzgasse Standort KG: Michelhausen | Bildstock aus der 18./19. Jahrhundertwende mit abgefastem Schaft, Nischenaufsatz und Pyramidenhelm. | BDA-Hist.: Q37905894 Status: § 2a Stand der BDA-Liste: 2025-06-30 Name: Bildstock, Spitalerkreuz GstNr.: 331 |
| ja   | Datei hochladen | Pfarrkirche hl. Petrus und Paulus HERIS-ID: 26880 Objekt-ID: 23386                                   | Kirchenplatz 2 Standort KG: Michelhausen                         | Eine barock wirkende Saalkirche mit einem im Kern mittelalterlichen Langhaus, einem vorgestellten gotischen Westturm und einem barocken Chor. Die reichhaltige Wand- und Deckenmalerei stammt von Joseph Adam Ritter von Mölk.                                                  | BDA-Hist.: Q37905360 Status: § 2a Stand der BDA-Liste: 2025-06-30 Name: röm.kath. Pfarrkirche hl. Petrus und Paulus GstNr.: 162/1 Roman-Catholic church, Michelhausen                                                      |
| ja   | Datei hochladen | Fundzone Oberfeld und Unterfeld HERIS-ID: 112225 Objekt-ID: 130298                                   | Oberfeld Standort KG: Michelndorf                                | Archäologische Fundstätte | BDA-Hist.: Q37829688 Status: Bescheid Stand der BDA-Liste: 2025-06-30 Name: Fundzone Oberfeld und Unterfeld GstNr.: 1508/1, 1508/3, 1508/4, 1508/5, 1508/6, 1508/7, 1508/8, 1508/9, 1509/1, 1509/2, 1509/3, 1517/1, 1517/2 |
| ja   | Datei hochladen | Fundzone Unterfeld HERIS-ID: 112226 Objekt-ID: 130299                                                | Unterfeld Standort KG: Michelndorf                               | Archäologische Fundstätte | BDA-Hist.: Q37829698 Status: Bescheid Stand der BDA-Liste: 2025-06-30 Name: Fundzone Unterfeld GstNr.: 1532 |
| ja   | Datei hochladen | Ortskapelle HERIS-ID: 26884 Objekt-ID: 23390                                                         | Kapellenplatz 1, bei Standort KG: Michelndorf                    | Eine Kapelle aus dem Jahr 1747 mit rechteckigem Langhaus, eingezogener Rundapsis und geschweiftem Giebel. Der Dachreiter mit Zwiebelhelm wurde 1873 errichtet. | BDA-Hist.: Q37905440 Status: § 2a Stand der BDA-Liste: 2025-06-30 Name: Ortskapelle GstNr.: 1340/2 Ortskapelle hl. Josef der Nährvater, Michelndorf                                                                        |
| ja   | Datei hochladen | Jüdischer Friedhof HERIS-ID: 99022 Objekt-ID: 115015                                                 | Waldhof 1, südlich Standort KG: Michelndorf                      | Auf dem 344 m² großen Areal vom Typ eines Waldfriedhofs sind lediglich fünf Sandstein-Grabsteine erhalten, die übrigen wurden 1938 von einem Tullner Steinmetz zur Weiterverwendung entfernt. Etwa zur selben Zeit fiel auch das Totenhaus einer Brandstiftung zum Opfer.       | BDA-Hist.: Q37773205 Status: § 2a Stand der BDA-Liste: 2025-06-30 Name: Jüdischer Friedhof GstNr.: .75, 497/3 |
| ja   | Datei hochladen | Fundzone Unter der Straße HERIS-ID: 28397 Objekt-ID: 24972                                           | Unter der Straße Standort KG: Mitterndorf                        | Archäologische Fundstätte | BDA-Hist.: Q37919723 Status: Bescheid Stand der BDA-Liste: 2025-06-30 Name: Fundzone Unter der Straße GstNr.: 143/6, 136/2, 135/3, 135/2                                                                                   |
| ja   | Datei hochladen | Hügelgräberfeld Mitterndorf HERIS-ID: 45365 Objekt-ID: 46663                                         | Unter der Straße Standort KG: Mitterndorf                        | Archäologische Fundstätte | BDA-Hist.: Q38015362 Status: Bescheid Stand der BDA-Liste: 2025-06-30 Name: Hügelgräberfeld Mitterndorf GstNr.: 130/1, 130/2, 130/3, 130/4, 130/6, 130/8                                                                   |
| ja   | Datei hochladen | Hausberg Pixendorf HERIS-ID: 46507 Objekt-ID: 48589                                                  | Burgstallberg Standort KG: Pixendorf                             | Von der vermutlich schon um 1493 verfallenen Burg auf einem südöstlich von Pixendorf gelegenen Hügel sind nur noch Reste von Gräben und Erdwällen im Gelände erhalten. | BDA-Hist.: Q38022086 Status: Bescheid Stand der BDA-Liste: 2025-06-30 Name: Hausberg Pixendorf GstNr.: 343/1 |
| ja   | Datei hochladen | Fundzone In Krenfeld HERIS-ID: 112235 Objekt-ID: 130308                                              | In Krenfeld Standort KG: Pixendorf                               | Archäologische Fundstätte | BDA-Hist.: Q37829796 Status: Bescheid Stand der BDA-Liste: 2025-06-30 Name: Fundzone In Krenfeld GstNr.: 1792, 1379/1, 1379/2                                                                                              |
| ja   | Datei hochladen | Ehem. Meierhof HERIS-ID: 26928 Objekt-ID: 23435                                                      | Mayerhofstraße 23 Standort KG: Pixendorf                         | Ein zweigeschoßiger langgestreckter Bau (Straßenfassade wegen Niveauunterschied eingeschoßig) aus dem 18. Jahrhundert mit Mittelportal. | BDA-Hist.: Q37905938 Status: Bescheid Stand der BDA-Liste: 2025-06-30 Name: Ehem. Meierhof GstNr.: 1593, .3/1 |
| ja   | Datei hochladen | Fundzone Weideck HERIS-ID: 45348 Objekt-ID: 46641                                                    | Pixendorf Standort KG: Pixendorf                                 | Archäologische Fundstätte | BDA-Hist.: Q38015273 Status: Bescheid Stand der BDA-Liste: 2025-06-30 Name: Fundzone Weideck GstNr.: 1367, 1368 |
| ja   | Datei hochladen | Ortskapelle hl. Einsiedler Antonius und Paulus HERIS-ID: 26887 Objekt-ID: 23393                      | Kapellenweg 1 Standort KG: Pixendorf                             | Ein 1785 errichteter Rechteckbau mit schlichter Giebelfassade, Dachreiter und eingezogener Rundapsis. | BDA-Hist.: Q37905468 Status: § 2a Stand der BDA-Liste: 2025-06-30 Name: Ortskapelle hl. Einsiedler Antonius und Paulus GstNr.: .20 Ortskapelle Pixendorf                                                                   |
| ja   | Datei hochladen | Leopold Figl-Museum HERIS-ID: 26918 Objekt-ID: 23424                                                 | Florianigasse 2 Standort KG: Rust                                | Identadresse Museumsstraße 8. Der eingeschoßige Bau wurde im 2. Viertel des 20. Jahrhunderts errichtet und 1984 als Leopold Figl Museum eingerichtet. | BDA-Hist.: Q37905861 Status: § 2a Stand der BDA-Liste: 2025-06-30 Name: Museum/Ausstellungsbau, Leopold Figl-Museum GstNr.: 271 Leopold Figl-Museum                                                                        |
| ja   | Datei hochladen | Pfarrhof HERIS-ID: 26888 Objekt-ID: 23394                                                            | Franz Bruner Gasse 3 Standort KG: Rust                           | Das ehemalige Wirtschaftsgebäude des Ansitzes, an die Mühle anschließend, ist ein zweigeschoßiges Gebäude mit Schopfwalmdach, Ortsteinquaderung und einer Fassade aus dem 19. Jahrhundert.                                                                                      | BDA-Hist.: Q37905489 Status: § 2a Stand der BDA-Liste: 2025-06-30 Name: Pfarrhof GstNr.: 60 |
| ja   | Datei hochladen | Anderwaldkapelle HERIS-ID: 26886 Objekt-ID: 23392                                                    | Museumsstraße 10, bei Standort KG: Rust                          | Ein Kapellenbildstock, um 1700, mit mächtiger vorgeblendeter barocker Fassade. | BDA-Hist.: Q37905452 Status: § 2a Stand der BDA-Liste: 2025-06-30 Name: Anderwaldkapelle GstNr.: 285 |
| ja   | Datei hochladen | Kath. Pfarrkirche hl. Martin HERIS-ID: 26926 Objekt-ID: 23433                                        | Kirchengasse 1, neben Standort KG: Rust                          | Eine nach Plänen von Karl Holey in den Jahren 1947 bis 1949 errichtete Saalkirche mit kurzen Querarmen, Turm und Taufkapelle. Ursprünglich stand an dieser Stelle eine Kirche mit romanischem Langhaus und gotischem Choer, die im Zuge des Zweiten Weltkrieges zerstört wurde. | BDA-Hist.: Q30739224 Status: § 2a Stand der BDA-Liste: 2025-06-30 Name: Kath. Pfarrkirche hl. Martin GstNr.: 260 Pfarrkirche Rust im Tullnerfeld                                                                           |
| ja   | Datei hochladen | Ortskapelle HERIS-ID: 26919 Objekt-ID: 23425                                                         | Kapellengasse 2, neben Standort KG: Streithofen                  | Barocker Bau mit Fassadengiebel und Dachreiter am westlichen Ortsende. 1833 abgebrannt, 1980 restauriert. | BDA-Hist.: Q37905878 Status: § 2a Stand der BDA-Liste: 2025-06-30 Name: Ortskapelle GstNr.: 169 |